# Уряд Єгипту
Уряд Єгипту — вищий орган виконавчої влади Єгипту.

## Голова уряду
- Прем'єр-міністр — Шериф Ісмаїл (англ. Sherif Ismail).

## Кабінет міністрів
Склад чинного уряду подано станом на 26 липня 2016 року.
| Логотип | Міністерство                                                                 | Міністр                                                  | Фото | Час на посаді | Час на посаді | Партія | Партія | Вебсайт |
| ------- | ---------------------------------------------------------------------------- | -------------------------------------------------------- | ---- | ------------- | ------------- | ------ | ------ | ------- |
|         | Міністерство внутрішніх справ                                                | Магді Абд аль-Гаффар (Magdi Abd al-Ghaffar)              |      |               |               |        |        |         |
|         | Міністерство військово-промислового комплексу                                | генерал-майор Мохамед аль-Ассар (Mohamed el-Assar)       |      |               |               |        |        |         |
|         | Міністерство державного сектору виробництва                                  | Ашраф аль-Шаркаві (Ashraf el-Sharkawy)                   |      |               |               |        |        |         |
|         | Міністерство екології                                                        | Халід Фахмі (Khaled Fahmy)                               |      |               |               |        |        |         |
|         | Міністерство електрики                                                       | Мохамед Шакер (Mohamed Shaker)                           |      |               |               |        |        |         |
|         | Міністерство житлово-комунального господарства                               | Мустафа Мадбулі (Moustafa Madbuli)                       |      |               |               |        |        |         |
|         | Міністерство законності та у справах парламенту                              | Магді аль-Агаті (Magdy el-Agaty)                         |      |               |               |        |        |         |
|         | Міністерство зв'язку та інформаційних технологій                             | Ясір аль-Каді (Yasser el-Kady)                           |      |               |               |        |        |         |
|         | Міністерство закордонних справ                                               | Самех Гассан Шукрі (Sameh Hassan Shoukry)                |      |               |               |        |        |         |
|         | Міністерство імміграції та у справах єгипетської діаспори                    | Набіла Макрам (Nabila Makram)                            |      |               |               |        |        |         |
|         | Міністерство інвестицій                                                      | Даліа Хоршид (Dalia Khorshid)                            |      |               |               |        |        |         |
|         | Міністерство іригації та водних ресурсів                                     | Мохамед Абдель-Ааті (Mohamed Abdel-Aati)                 |      |               |               |        |        |         |
|         | Міністерство культури                                                        | Хельмі аль-Намнам (Helmy el-Namnam)                      |      |               |               |        |        |         |
|         | Міністерство людських ресурсів                                               | Мохамед Саафан (Mohamed Saafan)                          |      |               |               |        |        |         |
|         | Міністерство молоді та спорту                                                | Халід Абдель-Азіз (Khaled Abdel-Aziz)                    |      |               |               |        |        |         |
|         | Міністерство міжнародного співробітництва                                    | Сахар Наср (Sahar Nasr)                                  |      |               |               |        |        |         |
|         | Міністерство нафти                                                           | Тарік аль-Мулла (Tarek el-Mullah)                        |      |               |               |        |        |         |
|         | Міністерство оборони                                                         | генерал-полковник Сідгі Собхі (Sidqy Sobhy)              |      |               |               |        |        |         |
|         | Міністерство освіти                                                          | Ель-Хілалі аль-Шербіні (El-Hilali el-Sherbini)           |      |               |               |        |        |         |
|         | Міністерство освіти і науки                                                  | Ашраф аль-Шейхі (Ashraf el-Sheihy)                       |      |               |               |        |        |         |
|         | Міністерство охорони здоров'я і народонаселення                              | Ахмед Емад аль-Дін Раді (Ahmed Emad el-Din Rady)         |      |               |               |        |        |         |
|         | Міністерство планування                                                      | Ашраф аль-Арабі (Ashraf el-Araby)                        |      |               |               |        |        |         |
|         | Міністерство промисловості, торгівлі, малого і середнього бізнесу            | Тарік Кабіл (Tarek Kabil)                                |      |               |               |        |        |         |
|         | Міністерство релігійних пожертв                                              | Мухтар Гомаа (Mukhtar Gomaa)                             |      |               |               |        |        |         |
|         | Міністерство розвитку місцевого самоврядування та державного адміністрування | Ахмед Закі Бадр (Ahmed Zaki Badr)                        |      |               |               |        |        |         |
|         | Міністерство соціальної солідарності                                         | Гада Валі (Ghada Waly)                                   |      |               |               |        |        |         |
|         | Міністерство старовини                                                       | Халід аль-Енані Езз (Khaled eL-Enany Ezz)                |      |               |               |        |        |         |
|         | Міністерство сільського господарства                                         | Ессам Фаєд (Essam Fayed)                                 |      |               |               |        |        |         |
|         | Міністерство товарів та внутрішньої торгівлі                                 | Халід Ганафі (Khaled Hanafi)                             |      |               |               |        |        |         |
|         | Міністерство транспорту                                                      | Галал Саїд (Galal Said)                                  |      |               |               |        |        |         |
|         | Міністерство туризму                                                         | Мохамед Єхіа Рашид (Mohamed Yehia Rashed)                |      |               |               |        |        |         |
|         | Міністерство фінансів                                                        | Амр Ельгархі (Amr Elgarhy)                               |      |               |               |        |        |         |
|         | Міністерство цивільної авіації                                               | Шериф Фатхі (Sherif Fathi)                               |      |               |               |        |        |         |
|         | Міністерство юстиції                                                         | Мохамед Хоссам Абдель-Рехим (Mohamed Hossam Abdel-Rehim) |      |               |               |        |        |         |